# Martina Schröter
Martina Schröter   (Weimar, 16 de novembre de 1960) és una remadora alemanya, ja retirada, que va competir sota bandera de la República Democràtica Alemanya durant les dècades de 1970 i 1980.
El 1980 va prendre part en els Jocs Olímpics de Moscou on guanyà la medalla de bronze en la prova de scull individual del programa de rem. El boicot del bloc de l'est als Jocs de Los Angeles va fer que es perdés aquells Jocs i no fos fins als Jocs de Seül de 1988 quan aconseguí el seu major èxit esportiu en guanyar la medalla d'or en el doble scull junt a Birgit Peter. Aquesta medalla fou la que feia 500 del palmarès de la República Alemanya Democràtica.
En el seu palmarès també destaquen dues medalles d'or i tres de plata al Campionat del món de rem entre 1979 i 1987.